# Tschechowitz I – Bombensucherkommando
Tschechowitz I – Bombensucherkommando – oddział składający się z więźniów niemieckiego obozu koncentracyjnego Auschwitz-Birkenau przeznaczony do usuwania niewypałów po alianckim bombardowaniu rafinerii ropy naftowej w Czechowicach.

## Bombardowanie Czechowic
W niedzielę 20 sierpnia 1944 roku około 6 rano z bazy lotniczej w Pantanella we Włoszech wystartowały amerykańskie bombowce B-24 Liberator, których zadaniem było zrzucenie bomb na zakłady przemysłowe w Oświęcimiu i rafinerię ropy naftowej w Czechowicach. Głównym celem była Rafineria Vacuum Oil Company Limited, która przed wojną należała do Mobil Oversea Oil Company w USA. Po zajęciu Polski przez Niemców działalność Vacuum Oil Company A.G. Tschechowitz O/S podporządkowano Deutsche Vacuum Oil w Hamburgu. Po godzinie 10 powietrzna armada przeleciała nad Podhalem i Myślenicami, aby przed Krakowem skręcić w lewo. Z eskadry wyodrębniły się bombowce B-24 Liberator z 460, 464 i 465 Grupy Bombowej (92 maszyny), osłaniane bezpośrednio przez 49 Mustangów z 325 i 52 Grupy Myśliwskiej oraz sławnej 332 Grupy Myśliwskiej „Tuskegee Airmen”. Około godziny 10:30 rozpoczęło się bombardowanie. Godzinę wcześniej ogłoszono w Czechowicach i Dziedzicach alarm lotniczy. Bomby spadły w okolicach cegielni Ślusarczyka w Bestwinie następnie na zakłady przemysłu elektrycznego w Czechowicach, fabrykę zapałek i główny cel, czyli rafinerię Vacuum która w kilku miejscach stanęła w płomieniach. Bombowce leciały dość nisko i cele osiągane były z dużą precyzją. Poza wspomnianymi obiektami bomby zniszczyły lub naruszyły także budynki mieszkalne oraz torowisko kolejowe. Nalot trwał kilkanaście minut. Różne źródła podają od 20 do 86 zabitych, tak narodowości polskiej, jak i niemieckiej. Wśród nich był niemiecki burmistrz Czechowic-Dziedzic – Ladenberger, właściciel Fabryki Kabli – Neumann, architekt – Kurzius. Zginęli ponieważ wtedy nadzorowali kopanie rowów przeciwczołgowych. Do końca dnia trwało gaszenie pożarów oraz akcje ratunkowe w zniszczonych i zawalonych budynkach. Wiele bomb nie eksplodowało. Aby usunąć niewypały kilka dni później do Czechowic przybyli więźniowie z obozu Auschwitz-Birkenau.

## Historia podobozu
Podobóz Tschechowitz I – Bombensucherkommando (komando poszukiwaczy bomb) niemieckiego obozu koncentracyjnego Auschwitz-Birkenau utworzono pod koniec sierpnia 1944 r. w celu usunięcia niewypałów bomb z terenu Czechowic-Dziedzic po bombardowaniu dnia 20 sierpnia. Pierwsza wysłana tam grupa więźniów liczyła 63 mężczyzn, prawie wyłącznie Niemców, którzy jednak po trzech dniach zostali zastąpieni przez Żydów z Czech, Francji i Węgier. W tej grupie było 14 więźniów funkcyjnych (4 pracowało przy zaprowiantowaniu i kuchni a 10 osób to kapo). Zakwaterowano ich w budynku należącym przed wojną do żydowskiego restauratora Henryka Feliksa. Więźniowie zamieszkali w nieczynnej rozlewni piwa, w salach chłodni i butelkowni a dawnej restauracji i mieszkaniu Feliksa znalazła się komendantura obozu. Dowództwo podobozu objął SS-Oberscharführer Wilhelm Claussen, któremu podlegało kilku SS-manów a tym z kolei kilku kapo. Kommando zaczęło pracę od usuwania niewypałów znajdujących się między torami kolejowymi. Po trzech dniach pracy dowództwo macierzystego obozu KL Auschwitz wycofało grupę 60 więźniów narodowości niemieckiej i sprowadzili około 100 więźniów narodowości żydowskiej oraz dwóch pirotechników z Luftwaffe. Także SS-mani zamieniono na strażników z policji w Czechowicach. Więźniowie podzieleni byli na zespoły 6-7 osobowe, które odkopywały, rozbrajały i przenosiły niewypały na specjalny wózek, którym bombę przewożono do szopy położonej obok ich miejsca zakwaterowania. Codziennie rano na łące przed miejscem zakwaterowania mieli apel oraz dzielili się na zespoły i wyruszali do pracy. Wieczorem także stawali do apelu i sprawozdania składanego dowództwu przez kapo. Szacuje się, że więźniowie rozbroili i wciągnęli ponad 180 niewypałów. Ich praca zakończyła się po trzech tygodniach. Kilku więźniów przewieziono do cukrowni w Chybiu by także tam usunąć niewypały. Po zakończeniu prac związanych z usuwaniem niewypałów podobóz zlikwidowano, a więźniów odesłano do Auschwitz. Jednak wciąż należało rozebrać obiekty uszkodzone w trakcie bombardowań, wybudować nowe i naprawić infrastrukturę komunikacyjną. W tym celu w drugiej połowie września 1944 do Czechowic przybyli kolejni więźniowie. W ten sposób powstał kolejny podobóz: Tschechowitz II – Vacuum.
Jedynym więźniem Tschechowitz I – Bombensucherkommando, który pozostawił po sobie spisaną relację był Jeno Vamasi (nr obozowy A-17193), który złożył oświadczenie w 1965 roku.

## Fotografie Bombensucherkommando
W 2017 roku mieszkanka Czechowic-Dziedzic Janina Białoń (ur. 1928) wraz z rodziną postanowiła upublicznić oryginalne fotografie przedstawiające więźniów i niemiecką kadrę Tschechowitz-Bombensucherkommando, które otrzymała we wrześniu 1944 od jednego z więźniów. Zdjęcia przekazała wraz z relacją, którą spisano, Jackowi Proszykowi – pracownikowi naukowemu Muzeum Historycznego w Bielsku-Białej. Wspominała, że we wrześniu gdy więźniowie skończyli pracę, stała obok bramy przez którą przechodzili i w pewnym momencie jeden z nich włożył jej do ręki te zdjęcia. Po konsultacjach z pracownikami Państwowego Muzeum Auschwitz-Birkenau w Oświęcimiu uznano, że zdjęcia są unikatowe i mają dużą wartość historyczną. Pani Janina Białoń wyraziła zgodę by oryginały wraz z relacją przekazać do archiwum Państwowego Muzeum Auschwitz-Birkenau w Oświęcimiu.